# Centro Español (Ponce)
El Centro Español es un casino español y centro social histórico ubicado en Ponce, Puerto Rico. El centro social fue fundado por la comunidad española de Ponce en 1906. La organización se mudó al actual edificio neoclásico mucho más tarde hasta 1961. El club sirvió de núcleo social de la comunidad española de la ciudad durante décadas hasta cercano 1970 cuando la organización vendió el edificio.

## Ubicación
El inmueble está localizado en Ponce, Puerto Rico, en el lado norte de la calle Villa, en la esquina noroeste de la intersección con la calle Méndez Vigo.

## Historia
La edificio del Centro Español fue diseñada como residencia particular en 1911 por el arquitecto puertorriqueño Eduardo Salichs. Fue construida para don Fernando Manuel Toro y su esposa doña Adela Cortada. La familia ocupó la casa durante varias generaciones. No fue hasta el 17 de noviembre de 1961, cuando el edificio pasó a ser sede del Centro Español de Ponce, una prominente organización cívica que trabaja para la preservación del patrimonio español en la ciudad.

### Fundación del Centro Español
El Centro Español de Ponce fue fundado el 14 de octubre de 1906. Sus fundadores eran un grupo de unos 25 residentes españoles de la ciudad de Ponce. Alguno de sus miembros más prominentes incluían Francisco Oliver Culvelje, Bartolomé Arbona, Jacinto Arbona y Pedro Gispert. El propósito de la organización era para preservar el patrimonio español en Ponce y dotar la comunidad española de un lugar para reunirse y proveerle eventos culturales, sociales y empresariales.  
En su momento de fundación el Centro Español estaba ubicado en Plaza Las Delicias, 10. La primera junta directiva del centro social era compuesto por varios prominente miembros de la sociedad local como Bernardo Valdecilla, Pedro Juan Bonín, Manuel Gandara, Antonio Vicens, Francisco Fuente, y Bartolomé Meliá.

### Acontecimientos
Uno de los acontecimientos más documentados en el Centro Español era la transferencia de los restos de don Rafael Martínez Illescas, un comandante del ejército español quién había muerto en 1898 la guerra hispano-estadounidense durante la Campaña de Puerto Rico. El 20 de mayo de 1915 se transfirieron los restos de Martínez Illescas del cementerio en Ponce a su ciudad natal de Cartagena, España.
En 1935, el Centro Español acogió al rey del tango de Argentina, Carlos Gardel. El compositor fue acogido en el  antiguo Casino de Ponce, la entonces sede del Centro Español.

### Mudanza al actual edificio
El 17 de noviembre de 1961 el Centro Español se mudó al actual inmueble neoclásico. El arquitecto local Francisco Porrata Doría presidió como presidente del club en esos primeros años en la nueva sede. En 1965, su presidente cambió a ser Carlos Ortiz .

### Cambio de uso y decadencia del edificio
Ya para después de 1970 el edificio del Centro Español pasó de manos a ser la oficina regional del Fondo del Seguro del Estado (FSE), agencia del gobierno puertorriqueño de las pensión y planes de salud. Albergó las oficinas del FSE hasta 1985 cuando el FSE se mudó a nuevas oficinas en la avenida Santiago de los Caballeros.
En 1985, el edificio pasó a ser la sede de la Sociedad Histórica de Ponce que lo ocupó hasta 1989. Desde entonces el edificio no ha tenido inquilino y ya para 2016 el edificio se encontraba en un lamentable estado de decadencia con sus ventanas y puertas tapadas de láminas de madera.

## Arquitectura
La estructura del Centro Español es prominente entre la arquitectura neoclásica de Ponce porque es la primera estructura construida en este estilo arquitectónico para uso residencial. Posteriormente, en 1961, cambió de uso cuando se convirtió en la sede de la organización social, el Centro Español de Ponce.